# Campeonato Pernambucano de Futebol Feminino Sub-17 de 2025
O Campeonato Pernambucano de Futebol Feminino Sub-17 de 2025, é oficialmente a 1.ª edição dessa modalidade, no estado de Pernambuco. Realizado entre os dias 16 de agosto à 26 de agosto, a competição integra o programa CBF Transforma, que visa impulsionar o desenvolvimento do futebol feminino de base. Anunciado no dia 15 de setembro em reunião do Conselho Técnico que definiu os últimos detalhes para a disputa da competição, foi decidido que seis equipes iriam participar do certame com elenco na categoria Sub-17.
O torneio reforça o calendário da modalidade e contribui para a formação de novas atletas, alinhando-se também ao legado da Copa do Mundo Feminina da FIFA 2027, que terá Pernambuco como uma das sedes.
“O Campeonato Pernambucano Sub17 é mais um passo para consolidar o futebol feminino de base no estado, garantindo oportunidades e visibilidade para nossas jovens atletas. Queremos que essa categoria se torne parte permanente do calendário anual da FPF”.— Evandro Barros de Carvalho, Presidente da FPF-PE.

## Regulamento
Realizado de 16 à 26 de agosto, a competição contará com seis equipes e distribuídos em dois grupos, todas as partidas serão realizados no Centro de Treinamento do Retrô FC Brasil e com tempo regulamentar de 70 minutos em média (dois tempos de 35 minutos, mais acréscimos.). O formato aprovado prevê que, na primeira fase, as equipes do “Grupo A” enfrentem as do “Grupo B” em jogos únicos. Ao término desta fase, os primeiros colocados de cada grupo avançam para a grande final, enquanto os segundos colocados disputam o terceiro lugar e os terceiros colocados disputam a quinta colocação. A competição será restrita a participação de atletas com idade mínima de 17 anos (jogadoras nascidas entre os anos de 2008 à 2011), de acordo com o regulamento da competição.

### Critérios de desempate
Em caso de empate em pontos ganhos entre 2 (dois) ou mais clubes ao final da primeira fase, o desempate será definido observando os critérios abaixo, aplicados à referida fase:
1. Maior número de vitórias;
2. Maior saldo de gols;
3. Maior número de gols pró;
4. Menor número de cartões vermelhos recebidos;
5. Menor número de cartões amarelos recebidos;
6. Sorteio.

Em caso de empate em pontos ganhos entre os clubes ao final da segunda fase, em cada grupo, o desempate será definido por meio de cobrança de pênaltis. A disputa de pênaltis, quando aplicável, deverá ser iniciada em até 10 (dez) minutos após o término da partida.

## Participantes
A competição contará com a participação de dois dos principais clubes do futebol de Pernambuco: Náutico e Sport, clubes mais vitoriosos em todas as categorias, adulto profissional, categoria de base e futebol feminino.
| Equipe                              | Cidade      | Ref.  |
| ----------------------------------- | ----------- | ----- |
| Associação Desportiva de Pernambuco | Recife      |       |
| Belo Jardim Futebol Clube           | Belo Jardim | [ 7 ] |
| Ipojuca Futebol Clube               | Ipojuca     |       |
| Clube Náutico Capibaribe            | Recife      |       |
| Movimento Social Pazear             | Olinda      |       |
| Sport Club do Recife                | Recife      | [ 6 ] |

## Primeira fase

### Grupo A
| Pos | Equipe  | Pts | J | V | E | D | GP | GC | SG  | Classificado              |
| --- | ------- | --- | - | - | - | - | -- | -- | --- | ------------------------- |
| 1   | Náutico | 3   | 2 | 1 | 0 | 1 | 4  | 2  | +2  | Finalista                 |
| 2   | Ipojuca | 0   | 2 | 0 | 0 | 2 | 2  | 7  | −5  | Decisão do Terceiro lugar |
| 3   | Pazear  | 0   | 2 | 0 | 0 | 2 | 0  | 22 | −22 | Decisão do Quinto lugar   |

### Grupo B
| Pos | Equipe      | Pts | J | V | E | D | GP | GC | SG  | Classificado              |
| --- | ----------- | --- | - | - | - | - | -- | -- | --- | ------------------------- |
| 1   | Sport       | 6   | 2 | 2 | 0 | 0 | 18 | 0  | +18 | Finalista                 |
| 2   | ADESPPE     | 6   | 2 | 2 | 0 | 0 | 9  | 0  | +9  | Decisão do Terceiro lugar |
| 3   | Belo Jardim | 3   | 2 | 1 | 0 | 1 | 4  | 6  | −2  | Decisão do Quinto lugar   |

## Segunda fase

### Decisão do 5.º lugar
| 24 de agosto  | 3.º do Grupo A | – | 3.º do Grupo B | CT do Retrô, Camaragibe |
| 10:00 (UTC−3) |                |   |                |                         |

### Decisão do 3.º lugar
| 24 de agosto  | 2.º do Grupo A | – | 2.º do Grupo B | CT do Retrô, Camaragibe |
| 14:30 (UTC−3) |                |   |                |                         |

### Final
| 26 de agosto  | 1.º do Grupo A | – | 1.º do Grupo B | CT do Retrô, Camaragibe |
| 16:00 (UTC−3) |                |   |                |                         |

## Estatísticas

### Artilharia
| Pos. | Jogadora | Equipe  | Gols |
| ---- | -------- | ------- | ---- |
| 1    | Samira   | Sport   | 5    |
| 2    | Manu     | Sport   | 3    |
| 2    | Thainan  | ADESPPE | 3    |
| 4    | Alê      | Sport   | 2    |
| 4    | Rafaelly | ADESPE  | 2    |
| 4    | Sabrina  | Náutico | 2    |

### Hat-trick
| Jogadora | Clube   | Adversário | Placar  | Data         | Ref. |
| -------- | ------- | ---------- | ------- | ------------ | ---- |
| Thainan  | ADESPPE | Pazear     | 6–0 (C) | 17 de agosto |      |

### Poker-trick
| Jogador | Clube | Adversário | Placar   | Data         | Ref.  |
| ------- | ----- | ---------- | -------- | ------------ | ----- |
| Samira  | Sport | Pazear     | 16–0 (C) | 16 de agosto | [ 8 ] |